# 山形県道17号山形白鷹線
山形県道17号山形白鷹線（やまがたけんどう17ごう やまがたしらたかせん）は、山形県山形市から西置賜郡白鷹町に至る県道（主要地方道）である。

## 概要
江戸時代の狐越街道にほぼ相当する。かつては山形 - 県民の森経由 - 荒砥行きのバスが運行されていたが、国道348号の改良によりバスがそちらで運行されるようになり、現在は廃止され山形市荻の窪地区で折り返している。なお、交通量も国道348号が改良される以前は県民の森入り口に信号が設置されるほどだったが、改良された現在では交通量は激減し信号機も撤去された。

### 路線データ
- 起点：山形市十日町（国道112号交点）
- 終点：西置賜郡白鷹町十王（国道348号交点）

## 歴史
- 1993年（平成5年）5月11日 - 建設省から、県道山形白鷹線が山形白鷹線として主要地方道に指定される[1]。

## 路線状況

### 名称・愛称
- 旧狐越街道

### 橋梁
- 門伝大橋（山形市、須川）

### 重複区間
- 山形県道51号山形上山線（山形市上町 - あかねケ丘）

## 地理

### 通過する自治体
- 山形市
- 東村山郡山辺町
- 西置賜郡白鷹町

### 交差する道路
- 国道112号（山形県山形市）
- 山形県道5号山形南陽線（山形県山形市）
- 山形県道51号山形上山線（山形県山形市）
- 国道348号（山形県山形市）
- 国道458号（山形県山形市）
- 山形県道49号山形山辺線（山形県東村山郡山辺町）
- 山形県道143号中山三郷寒河江線（山形県西置賜郡白鷹町）
- 国道348号（山形県西置賜郡白鷹町）

### 沿道の施設など
- 山形県立産業技術短期大学校
- 山形県県民の森